# Горак Степан Михайлович
Горак Степан (1920–1986) — український історик, публіцист, громадський діяч. Дійсний член НТШ, заступник голови НТШ, член Українського історичного товариства.

## З біографії
Народ. 23 жовтня 1920 р. у
м. Городок (Галичина). Закінчив гімназію у Львові. У 1949 р. здобув ступінь доктора історичних наук в Ерлянгенському університеті (Німеччина). Навчався в університетах у Бонні (1952) та Тюбінгені (1953–1956). Переїхав до США, здобув ступінь магістра в Мічиганському університеті (1957–1960). Спочатку працював бібліотекарем, потім (з 1965) — професором російської та східноєвропейської історії в Іллінойському університеті. Помер 20 грудня 1986 р. у Чарлстоні.